# Drudas
Drudas är en kommun i departementet Haute-Garonne i regionen Occitanien i södra Frankrike. Kommunen ligger i kantonen Cadours som tillhör arrondissementet Toulouse. År 2022 hade Drudas 199 invånare.

## Befolkningsutveckling
Antalet invånare i kommunen Drudas
Referens:INSEE